# ورم سوماتوستاتيني
الأورام السوماتوستاتينية هي ورم صماوي نادر يصيب خلايا دلتا في البنكرياس الصماوية التي تنتج السوماتوستاتين. تؤدي زيادة مستويات السوماتوستاتين إلى تثبيط إفراز هرمونات البنكرياس وهرمونات الجهاز الهضمي. وهكذا، ترتبط الأورام السوماتوستاتينية بالداء السكري الخفيف (بسبب تثبيط إفراز الأنسولين)، والإسهال الدهني وحصيات المرارة (بسبب تثبيط إفراز الكوليسيستوكينين)، وفقد حمض المعدة (بسبب تثبيط إفراز الغاسترين). توجد الأورام السوماتوستاتينية عادة في رأس البنكرياس. فقط 10% من أورام السوماتوستاتين هي أورام وظيفية، و60-70% من الأورام خبيثة. يعاني ما يقرب من ثلثي المرضى المصابين بأورام سوماتوستاتينية خبيثة من نقائل.

## وبائياً
تعتبر الأورام السوماتوستاتينية أورام صماوية عصبية نادرة، بمعدل إصابة سنوي يبلغ 1 من كل 40 مليون. يتراوح متوسط عمر المصابين عند التشخيص بين 50 و55 عاماً، مع توزيع متساوٍ تقريباً بين الجنسين. حوالي 55% من أورام السوماتوستاتين تقع في البنكرياس، وينشأ ثلثاها داخل رأس البنكرياس. أما الباقي فينشأ في أمبولة العفج والمنطقة المحيطة بها، أو نادراً في الصائم. وتشمل الأماكن الأخرى النادرة الكبد والقولون والمستقيم. ويُعتبر حوالي 75% من أورام السوماتوستاتين خبيثة، بينما يُصاب 70 -92% بنقائل.
تقريباً 35 إلى 45% من أورام السوماتوستاتين تحدث في سياق متلازمة الأورام الصماوية المتعددة (MEN-1) أو غيرها من المتلازمات العائلية. كما تحدث أورام السوماتوستاتين البنكرياسية الوراثية أيضاً في سياق متلازمة فون هيبل- لينداو. ويُصاب ما يصل إلى 10% من مرضى الورم العصبي الليفي من النوع الأول (NF-1؛ مرض فون ريكلنغهاوزن) بأورام السوماتوستاتين (عادة تكون في العفج). أحياناً يفرز ورم القواتم والأورام جانب العقد العصبية هرمون السوماتوستاتين.

## الفيزيولوجيا المرضية
في الجسم الطبيعي، تشمل تأثيرات السوماتوستاتين ما يلي:
- في الغدة النخامية الأمامية، تكون تأثيرات السوماتوستاتين هي: تثبيط إفراز هرمون النمو وبالتالي عكس تأثيرات الهرمون المطلق هرمون النمو (GHRH)، تثبيط إفراز الهرمون منبه الدرقية (TSH)
- السوماتوستاتين يثبط إفراز هرمونات الجهاز الهضمي: غاسترين، كوليسيستوكينين (CCK)، سيكريتين، موتيلين، الببتيد المعوي الفعال وعائياً (VIP)، عديد الببتيد المعدي المثبط (GIP)، غلوكاغون معوي
- يخفض معدل إفراغ المعدة، ويقلل تقلصات العضلات الملساء وتدفق الدم داخل الأمعاء.
- يثبط إفراز هرمونات البنكرياس: يثبط إفراز الأنسولين[15]، يثبط إفراز الغلوكاغون[16].
- يعمل على تثبيط إفرازات البنكرياس الخارجية.

يوضح ما سبق الآلية التي يؤدي بها ارتفاع مستوى السوماتوستاتين بشكل غير طبيعي إلى الإصابة بالداء السكري (عبرتثبيط إفراز الأنسولين)، والإسهال الدهني (عبر تثبيط الكوليسيستوكينين والسيكريتين)، وحصيات المرارة (عبر تثبيط الكوليسيستوكينين الذي يحفز عادةً انقباض الخلايا العضلية في المرارة)، وفقد حمض المعدة (الناجم عن تثبيط الغاسترين الذي يحفز عادةً إفراز الحمض). كذلك ترتبط الأورام السوماتوستاتينية بترسبات الكالسيوم التي تسمى الأجسام الرملية.

## التشخيص
نجد عند مرضى الأورام السوماتوستاتينية ارتفاع تركيز السوماتوستاتين في البلازما بما لا يقل عن ثلاثة أضعاف الحد الأعلى للقيم المرجعية. ومع ذلك، تُعد الأورام السوماتوستايتينية نادرة، ويُكتشف معظمها صدفةً من خلال ملاحظة وجود كتل بنكرياسية أو عفجية أثناء تقييم آلام البطن، واليرقان، أو فقدان الوزن. في مثل هؤلاء المرضى، غالباً ما يُحدد التشخيص من خلال الفحص النسيجي للعينة بعد الاستئصال الجراحي التي تُظهر خلايا الجزيرة المتمايزة جيداً، والتي تُعطي صبغة إيجابية للسوماتوستاتين.

## تحديد موقع الورم
- التصوير الأولي: غير باضع (تصوير مقطعي محوسب أو تصوير بالرنين المغناطيسي)[21][22]

- تصوير مستقبلات السوماتوستاتين:[21][23] يجرى في حال فشل التصوير الأولي في تحديد الموقع وهو يشمل: تصوير مستقبلات السوماتوستاتين (أوكتريوتيد) الومضاني (SRS)، والتصوير المقطعي بالإصدار البوزيتروني الوظيفي (Ga-68 DOTATATE) وهو ذو حساسية عالية.

- في حال فشل التصوير غير الباضع: عندها نحتاج إلى التصوير الباضع وهو يشمل: تنظير بالموجات فوق الصوتية،[24] تصوير الأوعية الدموية الحشوية الانتقائي.[25][26][27]

## العلاج

### استئصال البنكرياس
يُعد الاستئصال الجراحي هو العلاج الأمثل. معظم أورام السوماتوستاتين تكون وحيدة وتقع في رأس البنكرياس أو العفج، ويمكن علاجها باستئصال البنكرياس والعفج. ومع ذلك، نظراً لأن 70 إلى 92% من المرضى يعانون من نقائل، فإن الجراحة الشافية غالباً ما تكون غير ممكنة.

### علاج الأمراض المتقدمة/النقيلية

#### مُشابهات السوماتوستاتين
يُثبِّط السوماتوستاتين ونظائره (مثل أوكتريوتيد ولانريوتيد) إفراز السوماتوستاتين، ويُعَدُّ الخط الأول في علاج المرضى الذين يشكون من أعراض مع أورام غير قابلة للاستئصال.

#### العلاج المُوجَّه إلى الكبد للأمراض النقيلية
- الجراحة: يُستطب استئصال الكبد لعلاج نقائل الكبد بغياب الإصابة المنتشرة في الفصين، أو ضعف وظائف الكبد، أو نقائل خارج الكبد (مثل النقائل الرئوية، أو البريتونية). على الرغم من أن الشفاء غير محتمل، إلا أن الاستئصال قد يزيد من فرص البقاء على قيد الحياة وله فائدة في تخفيف الأعراض.[32][33]

- انصمام الشريان الكبدي وانصمام كيميائي: يُعد تقنية علاجية تلطيفية للمرضى الذين يعانون من نقائل كبدية مصحوبة بأعراض وغير مؤهلين للاستئصال الجراحي.

- الاستئصال بالترددات الراديوية، والاستئصال بالأمواج الدقيقة، والاستئصال بالتبريد: يمكن استخدامها لعلاج النقائل الكبدية أو كعلاج متمم للاستئصال الجراحي.[34][33][35] ومع ذلك، لا يُطبَّق الاستئصال إلا على الآفات الأصغر حجماً (عادةً أقل من 3 سم)، وفعاليته على المدى الطويل غير مؤكدة إلى حد ما.[36]

- زراعة الكبد: بيانات المتابعة ما تزال غير كافية للحكم على ما إذا كان يحقق الشفاء التام.[37][38]

#### العلاج الموجه الجزيئي
تلعب العوامل الموجهة الجزيئية (مثل إيفيروليموس وسونيتينيب) دوراً في علاج الأورام السوماتوستاتينية المتقدمة.

#### علاج باللجين المشعلمستقبلات الببتيد
يتم باستخدام نظير السوماتوستاتين المشع (Lu177 dotatate).

#### العلاج الكيميائي السام للخلايا
بالنسبة للمرضى الذين يعانون من أعراض شديدة بسبب ضخامة الورم أو يعانون من نقائل سريعة النمو، يستخدم العلاج الكيميائي (ستربتوزوسين أو تيموزولوميد) كعلاج بدئي مع مشابهات السوماتوستاتين.

## الإنذار
يكون إنذار الأورام السوماتوستاتينية سيئاً في حال وجود نقائل.